# Франц Георг Карл фон Метерних
Франц Георг Карл Йозеф Йохан Непомук фон Метерних (на немски: Franz Georg Karl Joseph Johann Nepomuk von Metternich; * 9 март 1746 в Кобленц; † 11 август 1818 във Виена) е граф, от 1803 г. 1. княз на Метерних-Винебург-Оксенхаузен, дипломат и министър на австрийска служба.
Той е единствен син на граф Йохан Хуго Франц фон Метерних-Винебург (1710 – 1750) и съпругата му
фрайин Клара Алойзия Елизабет фон Кеселщат (1728 – 1746), дъщеря на фрайхер Карл Фридрих Мелхиор фон Кеселщат (1692 – 1751) и Изабела Райц фон Френц-Кендених (1699 – 1758).
Понеже баща му умира рано, Метерних е под опекунството на чичо си Франц Лудвиг фон Метерних-Винебург (* 9 февруари 1719; † 4 юни 1778). Той следва право в Майнц, също управление в имперския съд във Вецлар, в имперското събрание в Регенсбург и в имперския дворцов съвет във Виена. След това той пътува през Италия.
След завръщането му той става 1768 г. пратеник на курфюрста на Трир Клеменс Венцеслаус Саксонски във Виена. По-късно курфюрстът го прави държавен и конференц-министър на външните работи. През 1773 г. той отива в императорския двор. Там той става пратеник в Трир и Майнц. Той става министър за Австрийска Нидерландия.
През 1782 г. той става в Страсбург член на съюза на масоните. През 1792 г. Франц Георг Карл фон Метерних става рицар на австрийския Орден на Златното руно. През 1804 г. той става държавен и конференц-министър.
Франц Георг Карл фон Метерних умира на 72 години на 11 август 1818 г. във Виена.

## Фамилия
Франц Георг Карл фон Метерних се жени на 9 януари 1771 г. във Фрайбург в Брайзгау за графиня Мария Беатрикс Антония фон Кагенек (* 8 декември 1754, Фрайбург; † 23 ноември 1828, Виена), дъщеря на граф Йохан Фридрих Фридолин фон Кагенек, господар на Мунцинген (1707 – 1783) и Мария Анна Франциска Елеонора фон Андлау (1717 – 1780). Те имат децата:
- Кунигунда Валпурга Паулина фон Метерних-Винебург (* 29 ноември 1771 в Кобленц; † 23 юни 1855 в Хицинг, Виена, погребана в Плас, Бохемия), омъжена на 23 февруари 1817 г. в Марсилия за генерал-фелдмаршал принц Фердинанд Фридрих Август фон Вюртемберг (* 21 октомври 1763; † 20 януари 1834)
- Клеменс Венцел Лотар фон Метерних-Винебург (* 15 май 1773, Кобленц; † 11 юни 1859, Виена), 2. княз на Метерних-Винебург, канцлер на Австрия, женен на 27 септември 1795 г. в Аущерлиц за графиня Мария Елеонора фон Кауниц-Ритберг (* 1 октомври 1775, Виена; † 19 март 1825, Париж)
- Йозеф фон Метерних-Винебург (* 14 ноември 1774; † 9 декември 1830), принц, женен за принцеса Юлиана Сулковска (* 5 март 1776; † 18 април 1839)
- Лудвиг фон Метерних-Винебург (* 14 януари 1777; † 2 март 1778), граф